# Hellraiser (evenement)
Hellraiser is een merknaam voor grootschalige hardcore housefeesten met meerdere zalen, meestal in sportcomplexen. Deze werden aanvankelijk georganiseerd door Immortal Sound Productions (ISP). Het concept is later overgenomen door Rige. In het verleden hebben ook veel kleinere organisatoren het concept veelvuldig gebruikt voor hun flyers maar alleen ISP wist housefeesten echt groot te maken. Duitsland heeft ook een Hellraiserkloon.

## Geschiedenis

### ISP
Het eerste grootschalige feest vond plaats in de Elementenstraat in Amsterdam onder de titel Hellraiser presents: We are E ("E" is een afkorting van Ecstasy). Vanaf 1993 werd Sporthallen Zuid in Amsterdam de voornaamste locatie en werd het eerste feest aldaar gehouden op 27 februari 1993 onder de naam Hellraiser · The Immortal Cosmos. De Hellraiserfeesten werden tweemaal georganiseerd onder de naam Immortality, ook wel omdat er zoals gebruikelijk meerdere muziekgenres werden gedraaid in de andere hallen. Toch was Hellraiser het voornaamste concept en de grote hal was dan ook altijd het podium voor de hardcore en trok het gros van de bezoekers. In 1995 organiseerde ISP het eerste feest onder de naam 'Digital Overdose' samen met ID&T, hier werd ook wel de naam Hellraiser vs. Thunderdome gebruikt. De feesten vanaf 24 mei 1997 haalden dermate extreem hoge bezoekersaantallen dat er met name in de hoofdhal extreem hoge temperaturen en vochtigheid werden bereikt. Er was een duidelijke toename van bezoekers waardoor het zo druk was dat lopen soms bijna onmogelijk was. Deze periode viel samen met de groeiende populariteit van de gabberscene. De Hellraiserfeesten onderscheidden zich naast de uitzonderlijke locatie voornamelijk door de exceptionele flyers en decoraties die werden gebruikt. De bepalende decoraties waren grote opblaascenobites met afmetingen van meer dan 20 meter, hangende onder het dak van de hal. De PA-geluidsinstallatie was uitzonderlijk zwaar van vermogen.
Sporthallen Zuid staat onder de liefhebbers synoniem voor Hellraiser en voor velen zijn dit de beste gabberfeesten ooit georganiseerd. Het laatste Hellraiserfeest in Sporthallen Zuid werd gehouden op 4 september 1999. Tot 2008 werden housefeesten geweerd in de sporthallen. Vanaf februari 2008 werden er voor het eerst in jaren weer feesten in de sporthallen toegestaan, maar het Hellraiser-concept is daar tot dusver niet meer gebruikt.

### Rige
In de 21ste eeuw gebruikt Rige Records het concept, de logo's en de URL van Hellraiser.  Rige heeft vervolgens in 2004 een aantal oude merkrechten van Hellraiser opgekocht, die ooit door de platenmaatschappij EVA zijn gedeponeerd in de tijd dat Arcade met ID&T samenwerkte voor de Thunderdome-compilaties. EVA wilde hiermee een tegenhanger in het leven roepen voor de Thunderdomereeks, maar heeft de logische samenwerking met ISP voor een Hellraiserreeks destijds laten liggen. en de rechten op het gebruik van Digital Overdose en Immortality zijn uiteindelijk doorverkocht aan Multigroove. Rige heeft de naam wel voor zijn feesten gebruikt, maar heeft nooit dezelfde legendarische status bereikt als ISP. Toch trekt Rige enkele duizenden bezoekers naar zich toe met dit concept.
Op 29 mei 2004 hield de politie een grootschalige drugscontrole bij een Hellraiserfeest in Zuidlaren. Er waren zo'n 3.000 bezoekers en enkele tientallen arrestaties. Op 7 juni 2008 organiseerden Dance 2 Eden en Rige Hellraiser - Return to the Labyrinth in de Vechtsebanen, waarmee Hellraiser terugkeerde naar zijn "roots".

## Georganiseerde Evenementen
Feesten gehouden volgens het Hellraiserconcept in de Amsterdamse Sporthallen Zuid in chronologische volgorde:
- Hellraiser · The Immortal Cosmos - 27 februari 1993
- Hellraiser - 5 juni 1993
- Hellraiser - 28 augustus 1993
- Immortality - 26 februari 1994
- Immortality - 18 juni 1994
- Hellraiser · The Religion - 3 september 1994
- Digital Overdose · Ultimate Hardcore Climax - 26 augustus 1995
- Digital Overdose - 11 mei 1996
- Digital Overdose - 17 augustus 1996
- Digital Overdose · Phase Four - 24 mei 1997
- Digital Overdose - 16 augustus 1997
- Hellraiser · The Box - 23 mei 1998
- Digital Overdose · The Journey - 5 september 1998
- Digital Overdose - 4 september 1999

Feesten gehouden volgens het Hellraiserconcept buiten Sporthallen Zuid in chronologische volgorde:
- Hellraiser · We are E (Elementenstraat, A'dam) - 30 mei 1992
- Hellraiser · We are E Part II (Elementenstraat, A'dam) - 6 juni 1992
- Hellraiser · We are E Part III (Vechtsebanen, Utrecht) - 19 september 1992
- Hellraiser · We are E (Beatclub, A'dam) - 3 oktober 1992
- Hellraiser · Into "The Labyrinth" (Sportcentrum 'Quelderduyn', Den Helder) - 16 oktober 1993
- Hellraiser · Private Core (Regulateurstraat, A'dam) - 31 december 1993
- Hellraiser · The Christmas Spirit (Cubic, A'dam) - 26 december 1994
- Hellraiser · Underground Resistance (Cubic, A'dam) - 30 december 1994
- Hellraiser · Intensive Care (Peppermill, Heerlen) - 5 mei 1995
- Hellraiser · Intensive Care (Peppermill, Heerlen) - 20 oktober 1995
- Hellraiser · Intensive Care (Peppermill, Heerlen) - 23 februari 1996
- Hellraiser · Warm Up (Pyramide, Emmerich(D)) - 10 mei 1996
- Hellraiser · Bloodline (Vechtsebanen, Utrecht) - 15 juni 1996
- Digital Overdose (Vechtsebanen, Utrecht) -  31 december 1996
- Hellraiser · The Labyrinth (USC De Boelelaan, A'dam) - 22 maart 1997
- Hellraiser · Anarchy (Melkweg, A'dam) - 16 oktober 1997
- Hellraiser · The Labyrinth (USC De Boelelaan, A'dam) - 15 november 1997
- Hellraiser · Intensive Care (Hemkade, Zaandam) - 31 januari 1998
- Hellraiser · Intensive Care (Cherrymoon, Lokeren (B)) - 27 maart 1998
- Hellraiser (Peppermill, Heerlen) - 26 februari 1999
- Digital Overdose 2000 (FEC Expo, Leeuwarden) - 4 december 1999
- Hellraiser · Bigger then ever - (Prins Bernhardhoeve hallen, Zuidlaren) - 26 april 2003
- Hellraiser (Prins Bernhardhoeve hallen, Zuidlaren) - 29 mei 2004
- Hellraiser · The Suffering (Prins Bernhardhoeve hallen, Zuidlaren) - 5 februari 2005
- Digital Overdose · Sporthallen Zuid Reunion (USC De Boelelaan, A'dam) - 18 maart 2006

## Naamgeving
De naam van het feest werd illegaal ontleend aan de horrorfilms uit de serie Hellraiser van Clive Barker. Het horrorthema werd destijds veel gebruikt voor dit soort feesten. De belangrijkste figuur uit de cyclus, Pinhead, figureerde veelvuldig op het promotiemateriaal en een als Pinhead verklede artiest trad tijdens het feest op. Barker was op de hoogte van de grootschalige copyrightschendingen, maar ondernam geen actie omdat hij vereerd was dat men zijn creaties had ingezet bij deze populaire feesten. Hij nam genoegen met de verkoop van zijn films via de partyorganisatie.

## Dj's
Enkele dj's die op Hellraiser gedraaid hebben zijn:
- DJ Buzz Fuzz
- DJ Baas
- DJ Chosen Few
- DJ Rob
- DJ Dano
- Manu Le Malin
- Ralphie Dee
- Mr.Oz
- Omar Santana
- Dark Raver
- Lenny Dee
- DJ Gizmo
- DJ Hooligan
- DJ The Prophet
- DJ Weirdo
- Bass-D & King Matthew
- Laurent Hô
- DJ Paul Elstak
- The Reanimator
- DJ Pavo
- Spiritual Child
- DJ Vince
- The Stunned Guys
- Lady Aïda
- DJ Liza N'Eliaz
- Flamman & Abraxas
- Partyraiser
- Bonehead

## Live-acts
Enkele live-acts die hebben plaatsgevonden zijn:
- High Energy
- PCP
- Leviathan
- Neophyte
- Shadowlands Terrorists
- DJ Randy

## Compilatiealbums

### ISP
- The Final Connection Between Heaven And Earth (1993) (cd, Mixed) Mixed by DJ Gizmo, Buzz Fuzz & The Darkraver [EVA][2]
- The Second Chapter (1994) (cd, Mixed) Mixed by DJ Gizmo [EVA][3]
- Digital Overdose - '95 (2xcd, Mixed + Comp) (1995) [ID&T][4]
- Digital Overdose - '96 (2xcd, Mixed + Comp) (1996) [ID&T][5]
- Ultimate Hardcore Dance Album - Volume 1 (2xcd, Comp) (1996) [Polydor][6]
- Ultimate Hardcore Dance Album - Volume II (2xcd, Comp) (1996) [Polydor][7]
- Ultimate Hardcore Dance Album - Volume III (2xcd, Comp) (1997) [Polydor][8]
- Ultimate Hardcore Dance Album - Volume IV (2xcd, Comp) (1997) [Polydor][9]

### Rige
- Hellraiser (2002, dubbel-cd)[10]
- Protect Your Soul (2003, dubbel-cd)[11]
- Hellraiser - Live 2003 (2xcd, P/Mixed, Comp)[12]
- Hellraiser 2004 (2xcd, Comp)[13]
- Hellraiser 2005 (2xcd, Comp)[14]
- Versus Megarave (2006, dubbel-cd en dvd)[15]
- Claimed by darkness (2007, dubbel-cd en dvd)[16]
- Hellraiser vs. Megarave (2007 dvd + cd, Comp, P/Mixed)[17]
- Return to the Labyrinth (2008, dubbel-cd en dvd)[18]

## Video
- Hellraiser Immortal Cosmos (1993), een VHS-video uitgebracht na het eerste Hellraiser-evenement in de Sporthallen Zuid. Zeer zeldzaam.
- Hellraiser The History '92 - '95 (1995), een VHS-video uitgebracht over de historie van de eerste jaren van het feest.[19]